# Ланьково
Ла́ньково (бел. Ла́нькаў) — агрогородок в составе Ланьковского сельсовета Белыничского района Могилёвской области Республики Беларусь.
Административный центр Ланьковского сельсовета.

## История
По письменным источникам деревня известна с семнадцатого века. В 1616 году в архивных документах числится как село Лынькова. После первого раздела Речи Посполитой (1772 год) в составе Российской империи. В 1777 году — в Могилевском округе. В 1785 году — в составе имения Белыничи Могилевского повета: пятьдесят шесть дворов, двести восемьдесят шесть жителей. Согласно инвентарю Белыничского имения 1825 года — в составе фольварка Михалов. В 1897 году — в Белыничской волости: шестьдесят девять дворов, четыреста семьдесят три жителя, школа грамоты. В 1909 году начала работать земская школа, которая располагалась в арендованном сельском доме.
С февраля до октября 1918 года оккупирована германскими войсками. С 21 октября 1924 года — центр сельского совета Белыничского района Могилевского (до 26 июля 1930) округа, с 20 февраля 1938 года — в Могилевской области.
В деревенской школе в 1925 году обучались семьдесят один мальчик и девочка. 
В 1929 году организован колхоз «Правда». 
В период Великой Отечественной войны с 5 июля 1941 года до 29 июня 1944 года оккупирована немецко-фашистскими захватчиками. В братской могиле в центре деревни похоронены семь воинов и партизан, павших в 1943—1944 годах. Восемнадцать жителей деревни погибли на фронте. В память о погибших возле здания сельского совета в 1968 году установлен обелиск. Уроженец деревни Фёдор Бандудов за подвиги был удостоен шести правительственных наград, после возвращения с фронта возглавил колхоз и вывел его в число передовых.
В 1986 году — центр колхоза имени Фридриха Энгельса, действовала ремонтно-механическая мастерская, восьмилетняя школа, дом культуры, фельдшерско-акушерский пункт, отделения связи и сберегательного банка, автоматическая телефонная станция, комплексно-приёмный пункт бытового обслуживания, детский сад-ясли, столовая, магазин. 
В 2007 году в действовали библиотека, фельдшерско-акушерский пункт, комплексно-приёмный пункт бытового обслуживания, центр культуры и отдыха, отделения связи, столовая.

## Население
- 1959 год — 399 жителей
- 1970 год — 315 жителей
- 1986 год — 340 жителей
- 2002 год — 91 хозяйство, 260 жителей
- 2010 год — 196 жителей

## Планировка
Проект планировки и застройки разработан в 1980 году в институте «Могилевгражданпроект». Между главной меридиональной и параллельной к ней короткой улицей по поперечному направлению проходит второй ряд. Застройка двухсторонняя, плотная, деревянная, с приусадебными участками. На главной улице размещён общественный центр.